# Isla Tambo
Isla Tambo är en ö i Spanien.   Den ligger i regionen Galicien, i den nordvästra delen av landet, 500 km nordväst om huvudstaden Madrid. Arean är 0,23 kvadratkilometer.
Terrängen på Isla Tambo är platt. Öns högsta punkt är 82 meter över havet. Den sträcker sig 0,6 kilometer i nord-sydlig riktning, och 0,5 kilometer i öst-västlig riktning.  I omgivningarna runt Isla Tambo växer i huvudsak blandskog.